# 사카타니 요시로
사카타니 요시로(일본어: 阪谷芳郎, 1863년 3월 5일(분큐 3년 1월 16일) ~ 1941년(쇼와 16년) 11월 14일)는 일본 제국의 관료이자 정치가이다. 오카야마현 비세이 쵸(美星町, 현재 이바라시) 출신으로 대장대신, 도쿄시장, 귀족원의원 등을 역임하였으며 법학박사이고 자작이다. 증손인 구미코(久美子)는 전 내각총리대신 하시모토 류타로(橋本龍太郎)의 부인이다.

## 생애
에도 막부 말기에 개국파로 활동한 한학자 사카타니 로로(阪谷朗廬)의 4남으로 태어났다. 도쿄 제국대학 정치과를 졸업한 후에 대장성에 입성하였다. 청일 전쟁 때 대본영에서 전시 재정의 운용을 담당하였고, 1903년에 대장차관, 1906년에는 제1차 사이온지 내각에서 대장대신이 되었다. 1907년 9월에 러일 전쟁의 전비 조달 등의 공적에 의하여 남작의 작위를 받았다. 1912년 7월부터 1915년 2월까지 도쿄시장을 역임하였으며, 시장 재임 중에는 메이지 신궁, 메이지 신궁 야구장의 축조와 노기 신사의 건립에 노력하였다.
1917년에 귀족원 의원이 되어 사망할 때까지 재임하였으며, 1941년 4월에는 기원 2600년 기념 행사에 노력했던 공적으로 자작으로 승작되었다.